# آن فرينش
آن فرينش (بالإنجليزية: Anne French)‏ هي كاتِبة وشاعرة نيوزيلندية، ولدت في 1956.